# Rosario Nicoletti
Rosario Nicoletti (Palermo, 8 giugno 1931 – Palermo, 17 novembre 1984) è stato un politico italiano.

## Biografia
Avvocato, Consigliere della Corte dei Conti. Ispirato da profonde motivazioni cattoliche iniziò la carriera politica nel movimento giovanile DC. Nel 1959 fu eletto deputato regionale, e rieletto all'Assemblea regionale siciliana per 5 legislature, restandovi fino alla morte. Fu sindaco del Comune di Lascari dal 1962 fino al 1982.
Assessore regionale al Turismo a soli 33 anni, poi ai Lavori Pubblici e alla Presidenza (oggi Funzione pubblica), fu studioso della macchina amministrativa pensò, da precursore, la riforma della burocrazia regionale e approfondì temi di diritto amministrativo relativi alla autonomia regionale. Fece parte della Sinistra Democristiana – sin dal 1968 – e portò la componente interna fino a eleggere il governo di “solidarietà autonomistica” del Presidente della Regione Piersanti Mattarella.
Già negli anni settanta pose la questione della ridefinizione della struttura costituzionale della Regione, individuando nella piena attuazione della autonomia lo strumento atto a colmare i ritardi economici e sociali del Mezzogiorno.
Fu Membro del Consiglio e della Direzione nazionale della Democrazia Cristiana e Segretario regionale in Sicilia dal marzo 1974 al novembre 1982.
Formò alla politica generazioni di giovani quadri di partito e sostenne ferventi battaglie moralizzatrici all'interno della stessa Democrazia Cristiana.
Si suicidò improvvisamente il 17 novembre del 1984 lanciandosi dal quarto piano della sua casa di via Lincoln a Palermo. Si pensò che il suicidio fosse determinato dal rimorso per le accuse mosse da Nando dalla Chiesa nel suo libro Delitto imperfetto in cui lo accusava di essere uno dei responsabili politici dell'omicidio di suo padre. Nel suo diario il gen. Carlo Alberto dalla Chiesa aveva scritto che Nicoletti fosse l'unico esponente DC non appartenente alla corrente andreottiana ad ostacolarlo. Nel 1990 il pentito Francesco Marino Mannoia lo chiamò in causa, riferendo che il boss Stefano Bontate veniva ricevuto nel suo studio.